# Schaduwtolerantie van planten

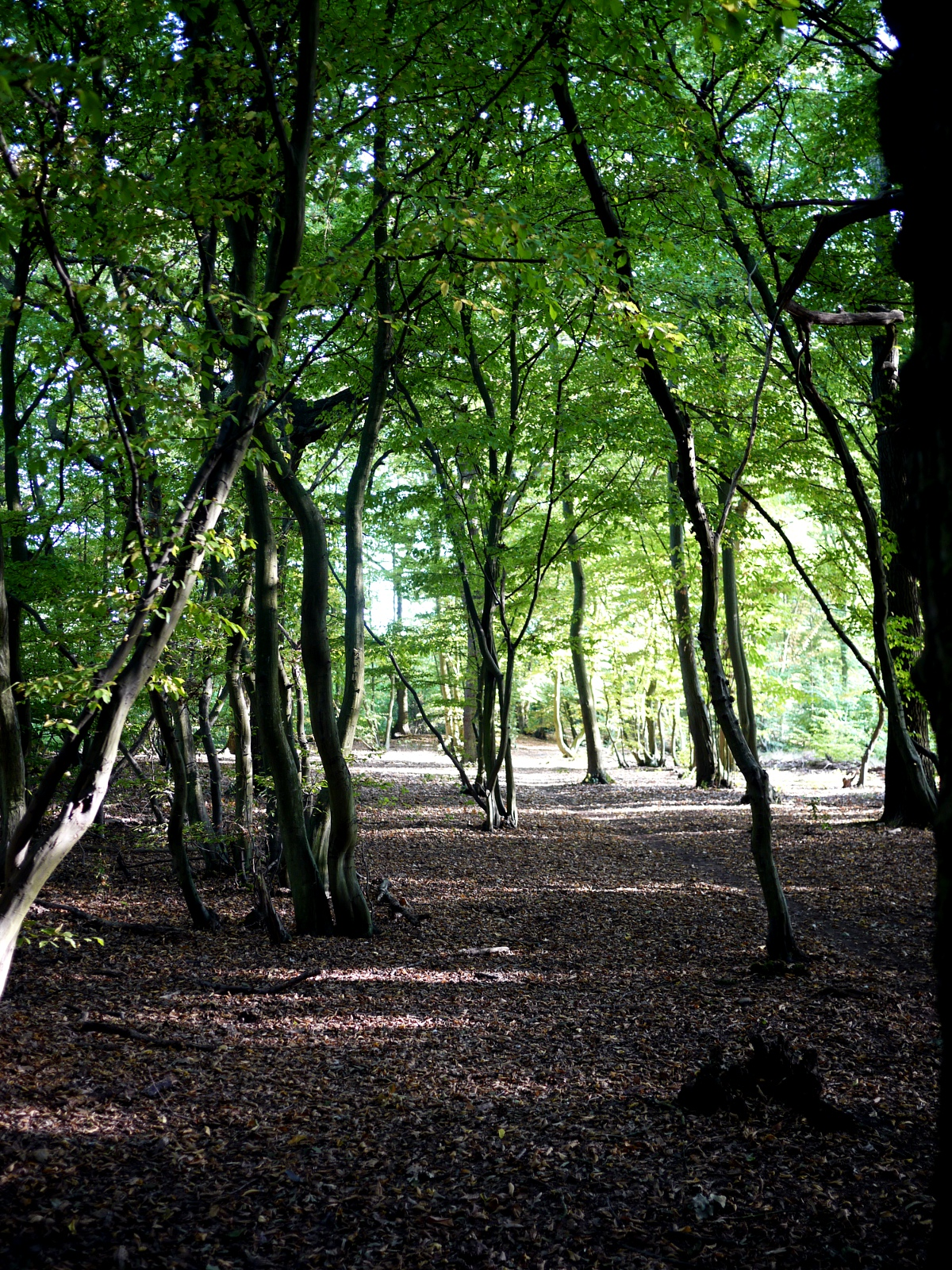
Haagbeuken in Essex, Engeland

Met schaduwtolerantie wordt aangegeven in welke mate planten in staat is om te groeien bij lage lichtintensiteiten.
Een schaduwtolerante soort (soms ook aangeduid als schaduwsoort) is een soort die erg schaduwverdragend is. Onder de bomen zijn dit doorgaans typische bosbomen. Jonge bomen kunnen dan onder een scherm (in de schaduw van) oudere bomen toch opgroeien.

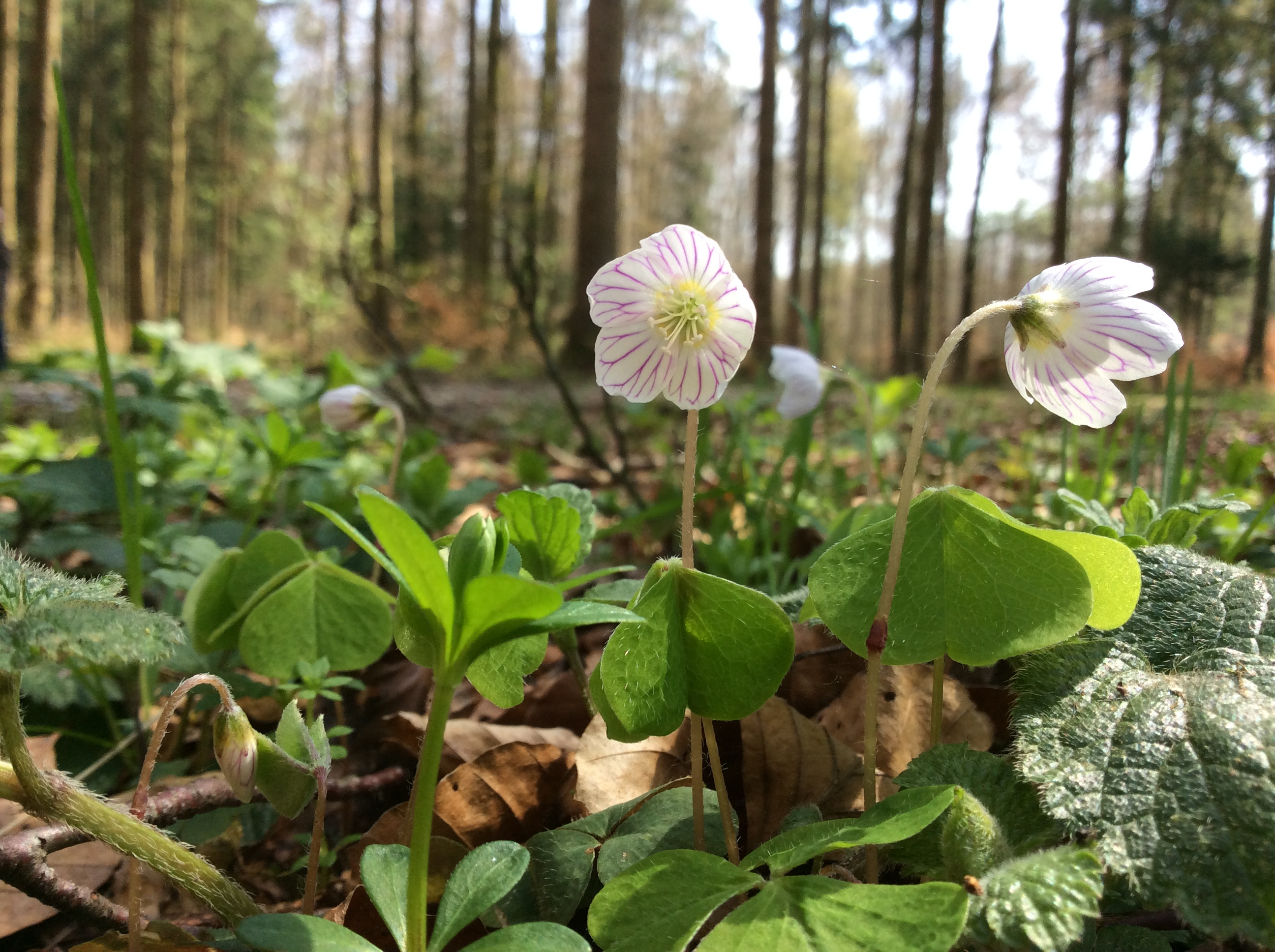
Witte klaverzuring.

De kruidlaag van bossen bestaat grotendeels uit schaduwtolerante soorten. Een kenmerkende schaduwplant is witte klaverzuring. Een typische schaduwtolerante boomsoort in onze gematigde streken is de beuk. Andere schaduwverdragende soorten zijn bijvoorbeeld taxus, haagbeuk, winterlinde, gewone esdoorn, noorse esdoorn, ruwe iep en hulst.
Een schaduwintolerante soort of lichtminnende soort (soms ook aangeduid als lichtsoort) is een soort die weinig schaduw verdraagt. Deze bomen kunnen dus niet onder een scherm (in de schaduw van) oudere bomen verjongen. Typisch gaat het bij de boomsoorten dus om pioniersoorten, die als eerste boomsoorten open terreinen koloniseren. 
Een typische lichtminnende boomsoort in onze gematigde streken is de zomereik. Andere voorbeelden zijn ruwe berk, ratelpopulier, schietwilg, en grove den. 

## Aanpassingen
Schaduwtolerante soorten hebben een lagere fotosynthesecapaciteit dan lichteisende soorten. Een lage fotosynthesecapaciteit resulteert in lage fotosynthesesnelheden bij verzadigde lichtomstandigheden. Daarnaast hebben schaduwtolerante soorten een lager lichtcompensatiepunt. Dit is de hoeveelheid licht waarbij de nettofotosynthese nul is. Dit verschuift bij halfschaduwsoorten op latere leeftijd, want deze soorten krijgen op een latere leeftijd een steeds grotere lichtbehoefte.  
Het specifieke bladoppervlakte verschilt ook tussen soorten. Deze wordt aangeduid als SLA (specific leaf area) en uitgedrukt als de hoeveelheid bladoppervlak per eenheid drooggewicht blad. Soorten met een hogere SLA hoeven dus minder bladmassa te produceren om dezelfde hoeveelheid licht te onderscheppen. Ofwel, schaduwtolerante bladverliezende loofbomen hebben een hogere SLA dan lichteisende soorten.

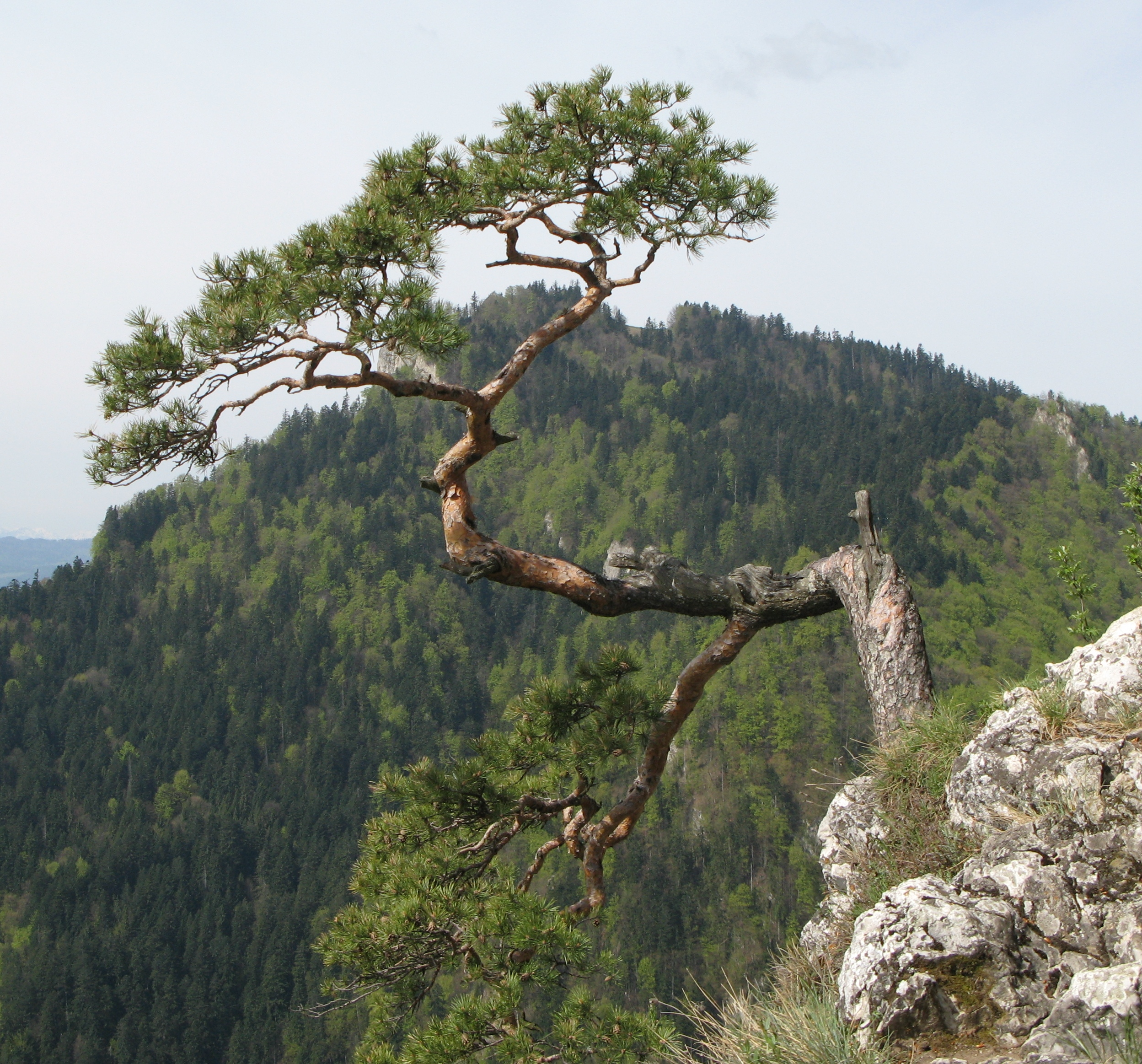
Grove den
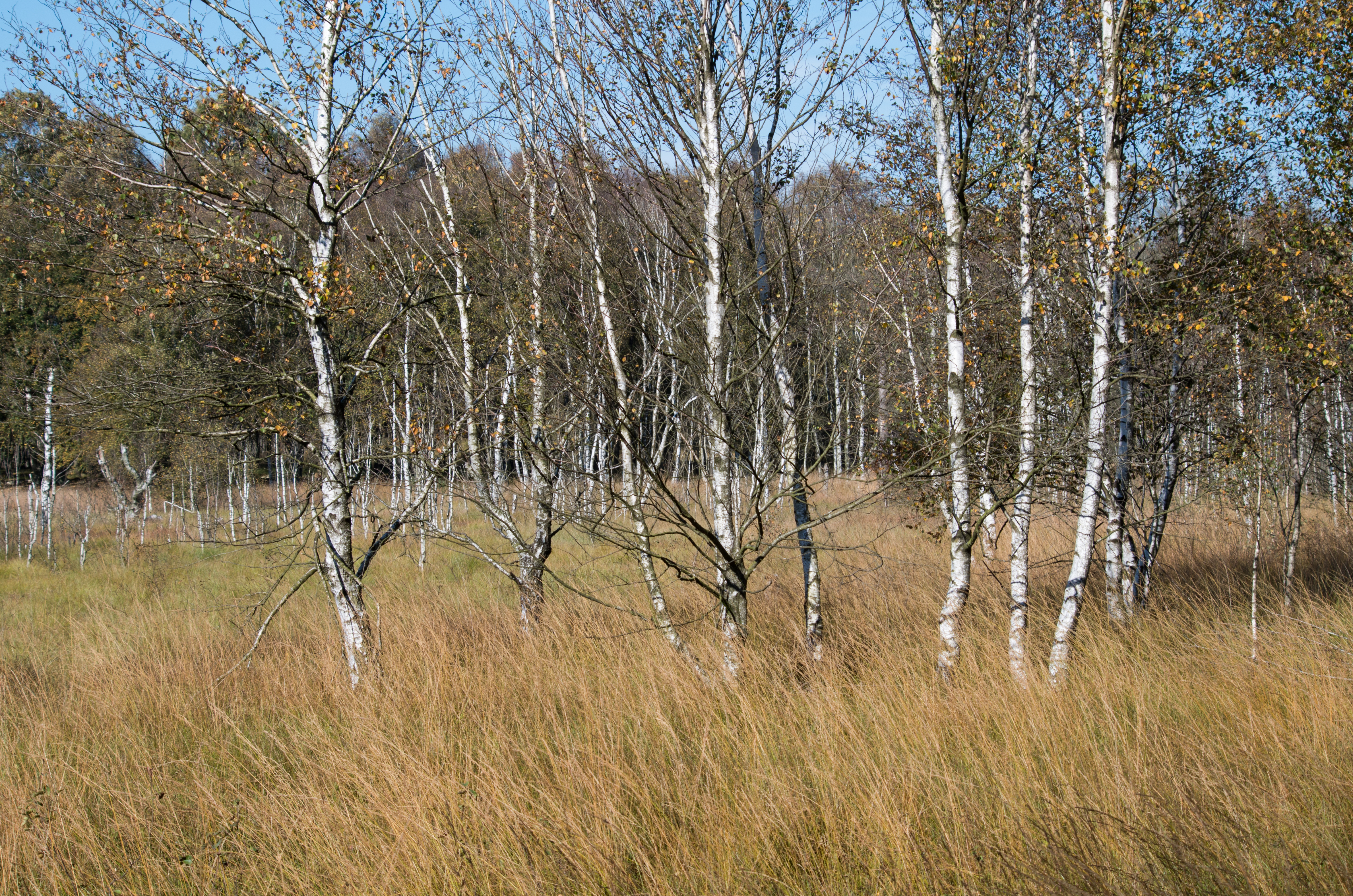
Ruwe berk
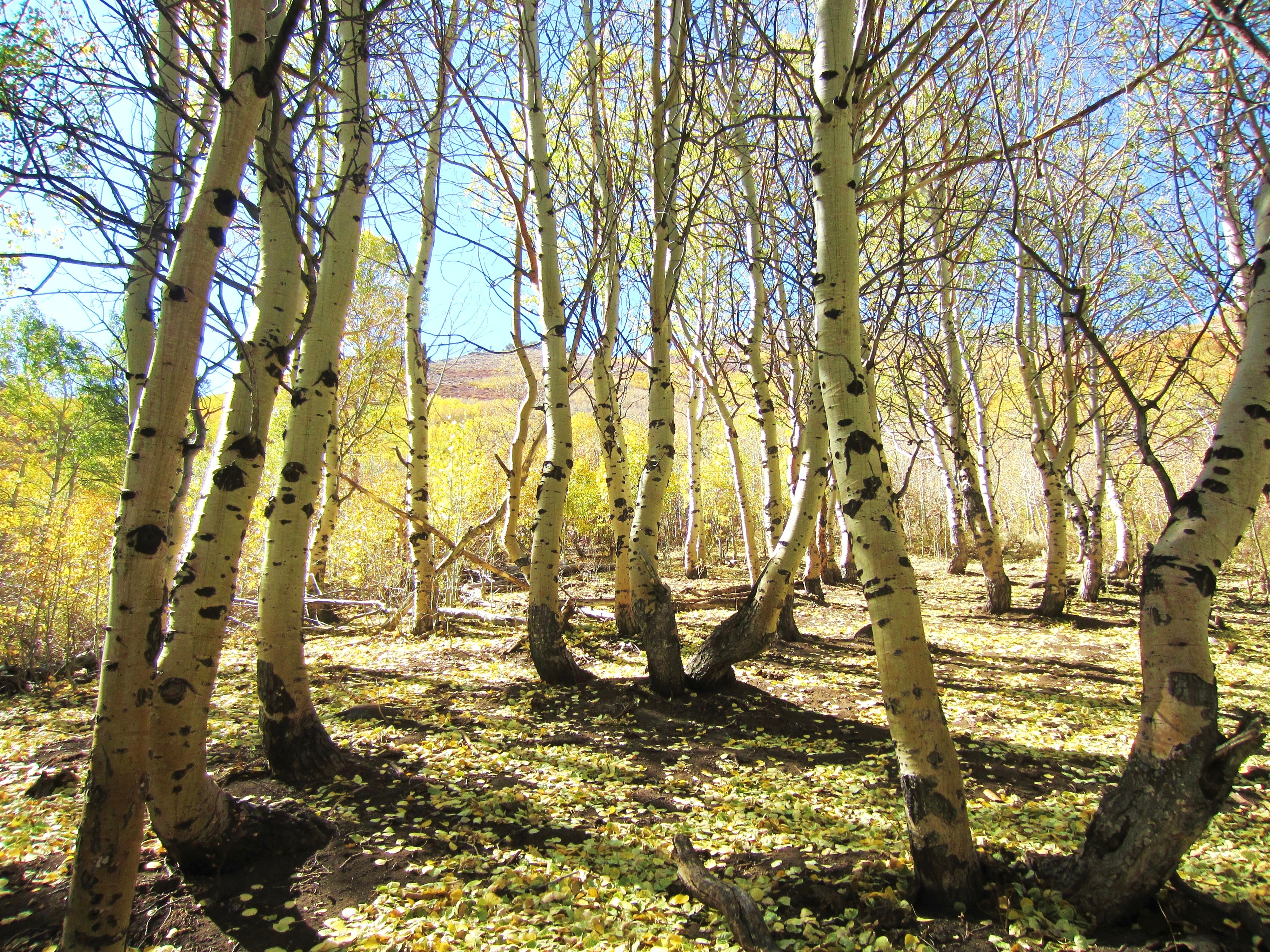
Ratelpopulier